# Adventure Island (серия игр)
Adventure Island (яп. 高橋名人の冒険島 , Takahashi Meijin no Bouken Jima, букв. «Остров приключений мастера Такахаси» или сокр. «Остров приключений»), также известная как Hudson’s Adventure Island — серия видеоигр в жанре платформера, разработанная компанией Hudson Soft.
Первая игра серии, Adventure Island, была разработана Hudson в 1986 году для игровой консоли Nintendo Entertainment System. Игра являлась портом аркадной игры Wonder Boy, первоначально разработанной Escape for Sega. Авторские права на игру остались у разработчика, но к компании Sega перешли права на персонажей игры и название. Hudson была привлечена разработчиком для создания версии игры для NES, в которой для соблюдения авторских прав были изменены персонажи и название, но игровой процесс остался без изменений. Права на новое название игры и главного героя при этом перешли к Hudson. Впоследствии Sega и Hudson выпустили продолжения своих версий игр, создав две независимые популярные игровые серии.

## Разработка
Adventure Island начал развиваться как прямой порт Sega аркадной игры Wonder Boy, права на которые Hudson Soft, получила от разработчика Escape (теперь известный как Westone Bit Entertainment). Во время развития порта, было принято решение изменить дизайн и характер главного героя, сделав его схожим с игровым дизайнером, работавшим в компании Hudson Soft - Такахаси Мэйдзином, называв персонажа его же именем. В западной версии Adventure Island, персонаж Takahashi Meijin был переименован в Master Higgins.
В то время как серия Wonder Boy адаптировала систему RPG в своих продолжениях (начиная с Wonder Boy in Monster Land), большинство сиквелов Adventure Island остановилась на игровой системе оригинального Wonder Boy. Кроме того, Hudson Soft получил права на порта всех Wonder Boy продолжений к TurboGrafx-16, изменив название и характер конструкции каждой игры (за исключением Wonder Boy III: Monster Lair). Кстати, японская версия Dragon's Curse (в TurboGrafx-16 адаптации Wonder Boy III: The Dragon's Trap) был назван Adventure Island.
Права на серии Adventure Island в настоящее время принадлежат Konami, которая поглотила Hudson Soft в 2012 году.

## Порты
NES версии второй и третей серии Adventure Island были портированы для Game Boy в 1992 и 1993 гг. Так же вторая серия игры, была портирована эксклюзивно для Gamate под названием Kiki Island.
Оригинальная первая часть Adventure Island для NES, так же имела версию для MSX.
В 2004 году первая часть была повторно выпущена в Японии для Game Boy Advance озаглавленная как Famicom Mini: Adventure Island. Позднее первая версия игры была вновь выпущена на Virtual Console service в 2008 году для Wii и в 2014 году для Wii U.
В дополнении к автономной Famicom Mini, было выпущено переиздание первой игры, включающее все четыре серии игры, в сборнике для Game Boy Advance, под названием Hudson Best Collection Vol 6: Boken Jima Collection, выпущенный в Японии 19 января 2006 года. Помимо этого Adventure Island и некоторые его сиквелы, были портированы на современные консоли, такие как: PSP, Nintendo 3DS, Wii, Wii-U и PS3, а также на мобильные устройства: Java, iOS, Android.

## Сиквелы
Два сиквела были выпущены для NES, Adventure Island II и Adventure Island III, а также четвертая серия игры для Famicom, которая была выпущена исключительно в Японии, названная Takahashi Meijin no Bōken Jima IV.
Продолжения также были выпущены на других платформах, такие как Super Adventure Island и Super Adventure Island II для Super NES, New Island Adventure для TurboGrafx-16, Hudson Selection Volume 4: Adventure Island для Nintendo GameCube и PlayStation2 исключительно в Японии, и в апреле 2009 года вышел последний сиквел серии Adventure Island: The Beginning для Nintendo Wii.
Отдельно стоит отметить сиквелы Adventure Island для мобильных устройств:
Adventure Island 2003 г., Super Adventure Island 2005 г. (конверсия Wonder Boy in Monster Land), Gacha wa shi Meijin no Bōken Jima 2007 г., Adventure Island Reprint Edition of Masato Takahashi 2007 г. (Windows phone), Adventure island forever 2008 г., Adventure Island Pachinko by Takahashi Meijin 2008 г. (версия игры для игрового автомата Pachinko) и Adventure Island Quest by Takahashi Meijin 2010 г.

## Появления в других играх
Takahashi Meijin появляется как играбельный персонаж в кроссовер файтинге DreamMix TV World Fighters, выпущенный в Японии для GameCube 13 декабря 2003 года.
Takahasia Meijin также появляется в спортивных мобильных играх Gachapin to mukku no supōtsugēmuapuri в 2008 году.

## Манга
Famicom Runner: Takahashi Meijin Monogatari (ファミコンランナー高橋名人物語 Lit. "Famicom Runner: Master Higgin's Dreamer) эта манга основана на персонажах Hudson Soft - Honey Bee и Takahashi Meijin. Выпускалась манга с апреля 1986 года, по февраль 1988 года в Японии и была опубликована CoroCoro Comics. Автор манги - Kazuyoshi Kawai.

## Аниме
Adventure Island также вдохновил на создание анимационного телесериала под названием Bug-tte Honey (Bugってハニー / Honey Bee in Toycomland), который был создан TMS Entertainment и выходивший в эфир в Японии с 3 октября 1986 года, по 25 сентября 1987 года. Аниме включало 51 эпизод и отдельный театральный фильм Bug-tte Honey: Megarom Shoujo Mai (Bugってハニーメガロム少女舞 / Bug-tte Honey: Megalom Shōjo Rondo).
На основе аниме была создана и собственная игра для Famicom, под названием Takahashi Meijin no Bug-tte Honey (高橋名人のBUGってハニー) выпущенной 5 июня, 1987. В качестве главного героя в сериале фигурировала Honey Girl, имеющая некоторую схожесть с пчелой-феей, которая дарует Хиггинсу временную непобедимость в оригинальной игре.
Основным сюжетом сериала стало спасение Takahashi Genjin (Master Higgins) его подругой Honey Girl, заручившейся помощью трёх земных детей - One-Up, Dal и Midori, которым было суждено оказаться в мире Toycomland, попав туда через видеоигру (посвящённую Takahashi).
Особенностью сериала стали отсылки к различным популярным видеоиграм того времени. Во время активных действий, видение героев сериала для зрителя, на некоторое время переносились в 2D вариацию игр: Lode Runner, Bomberman, Pac-Man, Mario и т.п. схожие с жанром Arcade, Adventure и Shoot 'em up.

## Список серий
Основные серий:
Adventure Island – Release: September 9, 1986 (NES)
Takahashi Meijin no Bugutte Honey – Release: Jun 5, 1987 (NES)
Adventure Island II – Release: February 1991 (NES)
Super Adventure Island – Release: January 11, 1992 (SNES)
New Adventure Island – Release: June 26, 1992 (TG16)
Adventure Island III – Release: July 31, 1992 (NES)
Takahashi Meijin no Bōkenjima IV – Release: Jun 24, 1994 (NES)
Super Adventure Island II – Release: October 1994 (SNES)
Hudson Selection Vol. 4: Takahashi Meijin no Bōken Jima – Release: Dec 18, 2003 (GC, PS2)
Adventure Island – Release: December 24, 2003 (MOBILE)
Adventure Island: The Beginning – Release: April 07, 2009 (WII)
Порты:
Adventure Island – Release: September 12, 1986 (MSX)
Kiki Island – Release: 1992 (GAMATE)
Adventure Island – Release: February 1992 (GB)
Adventure Island II: Aliens in Paradise – Release: February 26, 1993 (GB)
Famicom Mini: Adventure Island – Release: May 21, 2004 (GBA)
Hudson Best Collection Vol 6: Boken Jima Collection – Release: Jan 19, 2006 (GBA)